# Лисенко Ігор Георгійович
І́гор Гео́ргійович Ли́сенко (1985—2022) — старший солдат Збройних сил України, учасник російсько-української війни.

## Життєпис
Народився 23 березня 1985 року в місті Конотоп Сумської області.
Військову службу проходив на посаді старшого навідника гранатометного відділення взводу вогневої підтримки 81-ї окремої аеромобільної бригади.
Загинув 1 листопада 2022 року на Луганщині.

## Нагороди та вшанування
- Орден «За мужність» III ступеня (17 червня 2024, посмертно) — за особисту мужність, виявлену у захисті державного суверенітету та територіальної цілісності України, самовіддане виконання військового обов'язку.[1]
- «Почесний громадянин Конотопа»